# Nitruro de aluminio
El nitruro de aluminio (AlN) es un nitruro sólido de aluminio. Tiene una alta conductividad térmica de hasta 285 W/(m•K) y es un aislante eléctrico. Su fase de wurtzita (w-AlN) tiene una banda prohibida de ~ 6 eV a temperatura ambiente y tiene una aplicación potencial en optoelectrónica que opera a frecuencias ultravioleta profundas.

## Aplicaciones
En los últimos años se ha realizado un esfuerzo importante en la búsqueda de nuevos materiales con estructuras cada vez más complejas, que presenten a la vez propiedades de conducción iónica y electrónica. Este tipo de materiales, como el nitruro de aluminio,  tienen aplicaciones en campos importantes de la tecnología como componentes de diversos dispositivos optoelectrónicos. De entre los nuevos materiales estudiados se destacan los nitruros metálicos. En este tipo de compuestos no existe todavía un conocimiento profundo de los mecanismos de transporte de carga por lo que se hace necesario un estudio fundamental en muestras de gran calidad cristalina.
Como película policristalina orientada en el eje c, el nitruro de aluminio (AlN) se puede implementar como componente en  sensores ópticos en el rango de ultravioleta (UV), así como en dispositivos óptico-acústicos.
Existe un amplio interés en el nitruro de aluminio hexagonal por su aplicación en LED's y detectores en el azul y ultravioleta, debido a su notable estabilidad térmica y química, también es conveniente para su aplicación en ambientes extremos de altas temperaturas.
Es de gran importancia para el país el estudio y desarrollo de nuevas técnicas de  investigación como la deposición por láser pulsado (PLD) ya que se pueden generar nuevos materiales nanoestructurados como es en este caso el de los nitruros del grupo III-V uno de ellos el AlN pues  está siendo objeto de estudio debido a sus amplias perspectivas de aplicación en dispositivos semiconductores en las regiones de las longitudes de onda del azul y el ultravioleta; además de que se crean jóvenes investigadores que pueden contribuir a la ciencia y desarrollo del país con la ayuda de las universidades que trabajan en estos temas y de los grupos que existen en estas líneas de investigación posibilitando avances tecnológicos necesarios para la industria nacional. 

## Material
El nitruro de aluminio cristaliza en el sistema hexagonal, con una estructura de tipo wurtzita (caracterizada por sus constantes de red a y c) experimentalmente se encuentra que la fase wurzita es la estructura cristalina más estable para el AlN. Es el material de banda más ancha a temperatura ambiente (Eg =6.2 eV) y es considerado un semiconductor del grupo III-V lo que le confiere propiedades luminiscentes. La luminiscencia es un proceso que se caracteriza por un espectro de emisión con una banda dominante centrada en 400 nm, aproximadamente. Esta emisión se atribuye a una recombinación de procesos relacionados con los dominios de oxígeno en la red de AlN. Igualmente el AlN posee altas propiedades como dureza (2x103 kgf mm-2), temperatura de fusión (2400 °C), así como una velocidad acústica alta (5760 m/s)
Cada átomo de aluminio está ligado a cuatro átomos de nitrógeno y viceversa, formando un tetraedro distorsionado con tres enlaces Al-N(i) (i = 1,2,3) separados 120° y situados en un plano perpendicular al enlace Al-N(0) en la dirección del eje c, como se observa en la figura 1.
La técnica que se empleará para el depósito de las películas de nitruro de aluminio es la deposición por láser pulsado. Inicialmente esta técnica era poco considerada debido a su tendencia de depositar macropartículas junto con átomos y moléculas. Sin embargo, debido al éxito para depositar capas finas de cerámicas superconductoras de alta temperatura crítica, se despertó un gran interés en el perfeccionamiento de la técnica, utilizándose hoy ya en escala industrial. La interacción de los pulsos de alta densidad de energía del láser con un material sólido, usualmente de excímero, es capaz de generar partículas con características fuera del equilibrio.
La mayoría de éstas son especies atómicas y moleculares, electrónica y vibracionalmente excitadas, con energías cinéticas suficientes para superar las barreras que conduzcan a la formación de nuevos compuestos o fases singulares la técnica puede dar origen a la formación de compuestos en fases metaestables con propiedades únicas.
El nitruro de aluminio que se desea depositar se caracterizará tanto desde el punto de vista estructural y cristalográfico como desde el punto de vista piezoeléctrico. Estas  caracterizaciones se llevan a cabo paralelamente con las tareas de producción del material. De esta manera es posible aplicar la información obtenida a la selección de los parámetros de depósito del AlN para conseguir un material con las propiedades cristalinas, morfológicas y piezoeléctricas óptimas.

## Calidad cristalina del nitruro de aluminio
Desde un punto de  vista cristalográfico un material policristalino es bueno cuando el tamaño de sus microcristales es grande en la dirección perpendicular al sustrato y cuando éstos se encuentran muy bien orientados.  Puesto que el nitruro de aluminio con estructura wurtzita tiene cuatro átomos en la celda unitaria, existen nueve modos ópticos y tres modos acústicos para k ≈ 0 (en el centro de la zona de Brillouin) los cuales son teóricamente: 
- (E2) 303 cm-1

- (E2) 426 cm-1
- (A1) 514 cm-1
- (E1) 614 cm-1
- (A1) 663 cm-1
- (E1) 671.6 cm-1
- (A1) 659.3 cm-1
- (E1) 821 cm-1
- (E1) 895 cm-1[11]

De entre todos estos modos, sólo los modos A1 y E1 pueden activarse por la radiación infrarroja [12,14]. Dichos picos corresponden a los modos transversales ópticos E1(TO) 671.6 cm-1 y A1(TO) 614 cm-1 del nitruro de aluminio hexagonal. El modo E1(TO) en 671.6 cm-1  se excita por un campo eléctrico perpendicular al eje c de la molécula, mientras que el modo A1(TO) en 614 cm-1 se excita por un campo paralelo a dicho eje. Por lo tanto, el aspecto de los dos picos del espectro dará información sobre la posición de las moléculas de nitruro de aluminio y, por tanto, la orientación de los microcristales, respecto al haz de luz incidente. 
La existencia de estos dos picos  se debe a la excitación por parte de la señal incidente de los modos ópticos E1(TO) y A1(TO) (esquematizados en la figura 2) debido a la diferencia de electronegatividad entre los átomos de nitrógeno y los de aluminio en la molécula de AlN.

## Estudio estructural del AlN
El método comúnmente utilizado para determinar la calidad cristalina de las películas policristalinas es la difracción de rayos X, ya que proporciona de forma directa información sobre la orientación cristalina, el estrés y el tamaño de grano. La difracción de rayos X (DRX) es una técnica no destructiva de análisis de materiales que se basa en el hecho de que los cristales difractan los rayos X que inciden sobre ellos de una forma que depende de su estructura. La difracción es un fenómeno relacionado con la forma en la que interactúan dos o más ondas cuyas fases son diferentes debido a la diferencia entre los caminos que recorren. Sin embargo, ésta es una técnica relativamente cara y las medidas llevan mucho tiempo, mientras que, por el contrario, la espectroscopia de absorción de infrarrojos por transformada de Fourier es una técnica rápida y más barata. El aspecto de los picos de los espectros de FT-IR del nitruro de aluminio está relacionado con la orientación del material, por lo que dicha técnica podría ser una alternativa a las medidas habituales de DRX. 
Al ser una técnica complementaria que permite conocer que estructura se ha formado en la película, es de interés el tener difracciones en los planos (002), (101), (102) bien definidos pues estos garantizan un material con propiedades piezoeléctricas.

## Estudio vibracional del AlN
La espectrofotometría de infrarrojos por transformada de Fourier (FT-IR) es una técnica no destructiva ampliamente utilizada en la caracterización de materiales en forma de película delgada, que se basa en la absorción de fotones por los modos de vibración de los átomos enlazados en un sólido al hacer incidir sobre él un rayo de luz con una longitud de onda concreta en el rango del infrarrojo medio. Esta absorción se produce si la diferencia de electronegatividad entre los distintos átomos de la molécula es apreciable, y tiene lugar para unas frecuencias características que dependen del modo de vibración de los enlaces y del entorno químico, ya que para que un enlace absorba un fotón es necesario que la frecuencia de la luz incidente coincida con la frecuencia de vibración del enlace. Por lo tanto, la posición y la intensidad de las bandas de absorción en el infrarrojo obtenidas permiten, en teoría, identificar los enlaces, determinar su estructura y estimar su concentración.
Las películas se analizaran con FTIR ya que con esta espectroscopia se pueden observar las frecuencias de vibración características de los enlaces de aluminio  y además se puede determinar que tipo de estructura toma el aluminio con el nitrógeno y de esta manera encontrar la película con las mejores propiedades para ser un buen piezoeléctrico. 

## Respuesta piezoeléctrica del material
La piezoelectricidad consiste en la generación de un campo eléctrico en un material al serle aplicada una tensión mecánica que modifique su forma (efecto directo), o también en el cambio en la forma del material al aplicársele un cierto campo eléctrico (efecto inverso). Por lo tanto, es un mecanismo de conversión de energía mecánica en eléctrica y viceversa.
Las características cristalinas del material (orientación de los cristales,  tamaño de grano y estructura) condicionan sus propiedades piezoeléctricas. Los sistemas relevantes en cuestiones piezoeléctricas son los sistemas cúbico, ortorrómbico, tetragonal, trigonal y hexagonal. Como ya se ha mencionado, el nitruro de aluminio cristaliza en el sistema hexagonal, con simetría alrededor del eje c, por lo que debemos buscar un AlN hexagonal para garantizar una respuesta piezoeléctrica. 
Cabe anotar que las películas de nitruro de aluminio pueden presentar dos polaridades distintas dependiendo de la colocación de la celda unitaria, según el átomo central del tetraedro sea un átomo de aluminio o uno de nitrógeno. 
Las propiedades morfológicas del material obtenido dependen en gran medida de su polaridad, ya que las películas terminadas en nitrógeno suelen tener una mayor rugosidad que las terminadas en aluminio, pero en cambio su calidad cristalina es mejor. Las condiciones iniciales de depósito influyen en gran medida en la polaridad del material obtenido. Aunque en principio podría pensarse que todo el material tiene la misma polaridad, sin embargo es posible que existan zonas en las que los cristales tienen distintas polaridades. La presencia de estos dominios de inversión se ha atribuido a distintas causas, como la naturaleza de la superficie del sustrato, los defectos extendidos relacionados con la presencia de átomos de oxígeno [18] y otras condiciones propias del crecimiento.